# 古塩政由
古塩 政由（こしお まさよし、1951年〈昭和26年〉5月7日 - ）は、日本の政治家。元神奈川県綾瀬市長（2期）。

## 来歴
神奈川県高座郡綾瀬町（現・綾瀬市吉岡）に生まれ育つ。神奈川県立厚木高等学校を経て、上智大学文学部社会学科と同法学部法律学科を卒業。1977年（昭和52年）、神奈川県庁に入庁。
2006年（平成18年）4月1日、綾瀬市教育長に就任。2009年（平成21年）1月5日、綾瀬市副市長に就任。
2016年（平成28年）7月10日に行われた綾瀬市長選挙に、現職の笠間城治郎から後継者指名を受けて出馬。元市議の笠間信一郎を破り初当選した。7月25日、市長就任。選挙の結果は以下のとおり。
※当日有権者数：67,624人 最終投票率：54.17%（前回比：19.38pts）
| 候補者名   | 年齢 | 所属党派 | 新旧別 | 得票数   | 得票率 | 推薦・支持                         |
| ---------- | ---- | -------- | ------ | -------- | ------ | ---------------------------------- |
| 古塩政由   | 65   | 無所属   | 新     | 24,874票 | 69.52% | （推薦）自由民主党・公明党         |
| 笠間信一郎 | 67   | 無所属   | 新     | 10,904票 | 30.48% | （推薦）日本のこころを大切にする党 |

2020年（令和2年）、無投票により再選。
2024年（令和6年）3月21日、任期満了に伴い、同年7月7日に執行される綾瀬市長選挙に出馬せず、今期限りの引退を表明。年齢により気力・体力に自信がなくなったためとしている。

## 市政
- 2022年（令和4年）1月13日、LGBTなど性的少数者のカップルが婚姻に相当する関係にあると認める「パートナーシップ宣誓制度」を同年2月1日に導入すると発表した[10]。